# Клепиково (Кічменгсько-Городецький район)
Кле́пиково (рос. Клепиково) — присілок у складі Кічменгсько-Городецького району Вологодської області, Росія. Входить до складу Городецького сільського поселення.

## Населення
Населення — 36 осіб (2010; 52 у 2002).
Національний склад (станом на 2002 рік):
- росіяни — 100 %